# Northern Light
För andra betydelser, se Northern Light (olika betydelser).
Northern Light är ett album av Covenant släppt 2002.

## Låtlista
1. Monochrome
2. Call the ships to port
3. Bullet
4. Invisible & silent
5. Prometheus
6. We stand alone
7. Rising sun
8. Winter comes
9. We want revolution
10. Scared
11. Atlas